# F-15 Eagle

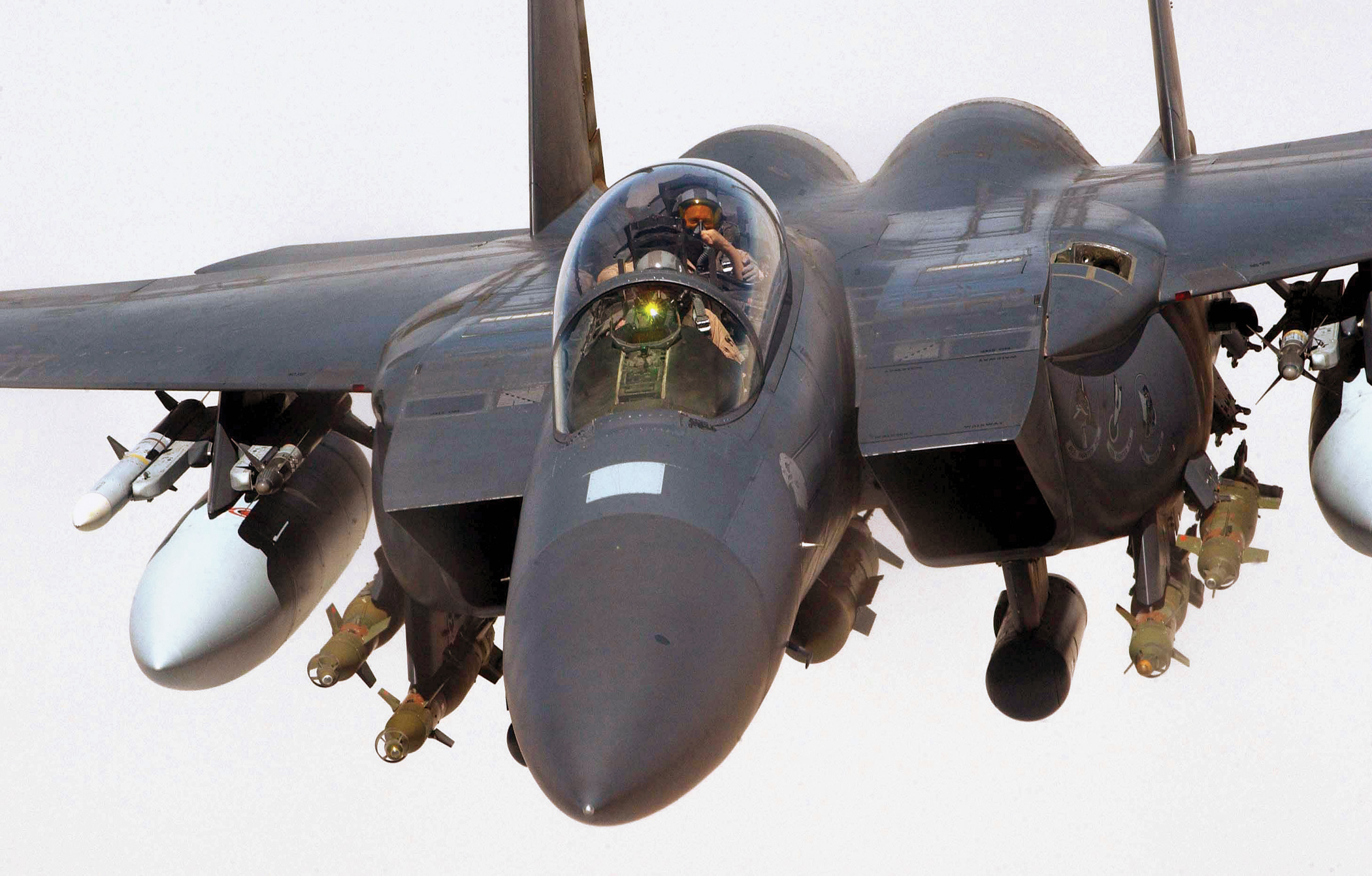
De F-15E Strike Eagle zoals deze van RAF Lakenheath in zijn configuratie boven Irak in 2004

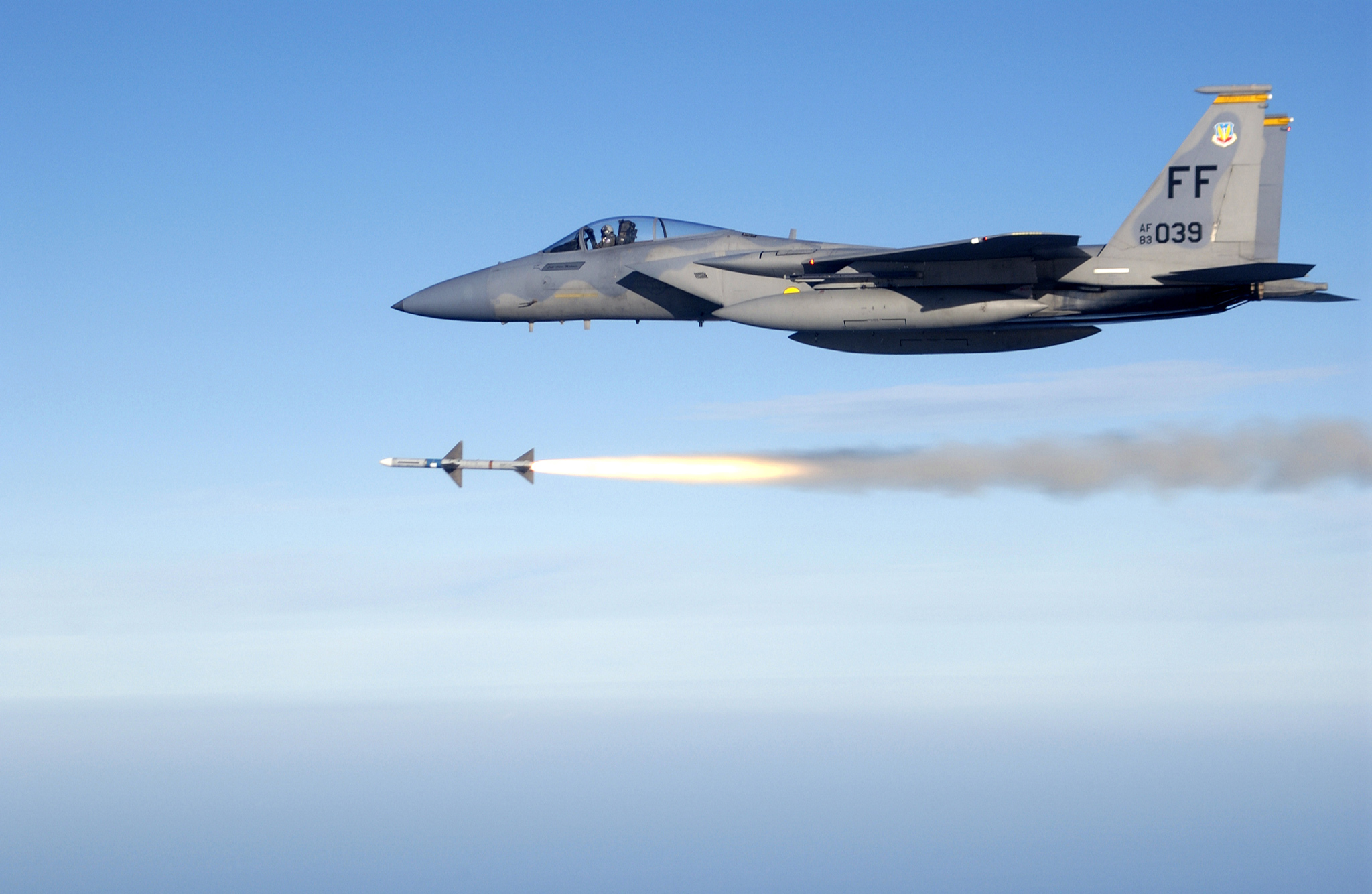
Een F-15C lanceert een AIM-7 Sparrow

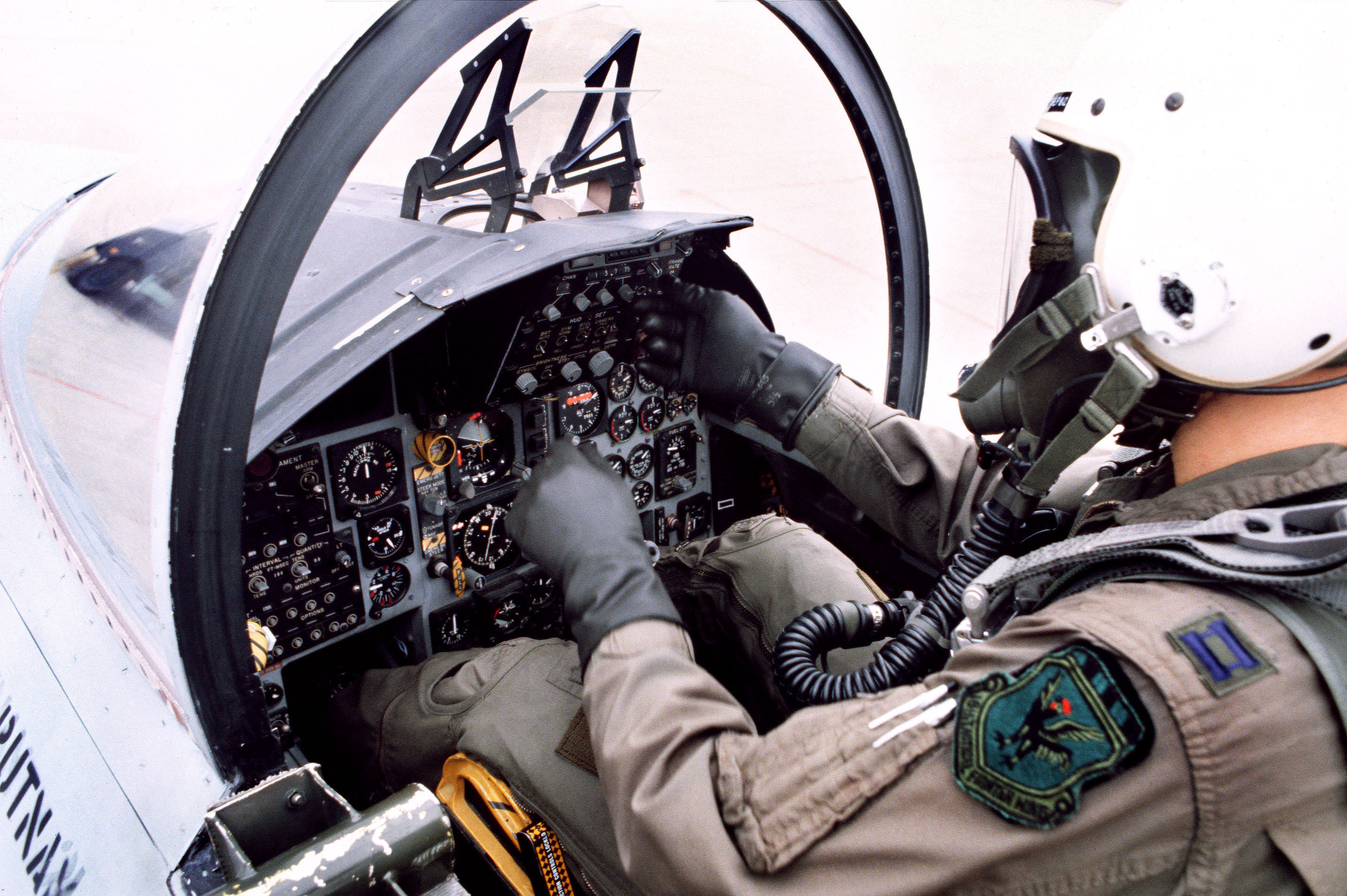
De piloot in zijn F-15D-cockpit

De Boeing F-15 Eagle (oorspronkelijk McDonnell Douglas F-15 Eagle) is een tactische straaljager die onder alle weersomstandigheden inzetbaar is. Er bestaan diverse uitvoeringen, met een bemanning van een of twee personen.
De F-15 is gericht op het behalen en op het behouden van het luchtoverwicht. Het doel van de inzet van de F-15 is dus het binnendringen van vijandelijk luchtruim en daar iedere vorm van dreiging in de lucht uitschakelen.
Het toestel bezit een reeks wapen- en afweersystemen om vijandelijke dreiging waar te nemen, te identificeren, te volgen en aan te vallen terwijl het toestel in het eigen of in vijandelijk luchtruim vliegt. De wapen- en vluchtcontrolesystemen van het toestel zijn zodanig ontworpen dat één persoon ze in gevechtsomstandigheden kan bedienen.
De F-15 vormt al jaren de betrouwbare multirole (op verschillende manieren inzetbare) ruggengraat van de Amerikaanse luchtmacht (USAF).

## Ontwikkeling
De F-15 was ontworpen toen de USAF een opvolger zocht voor de F-4 Phantom II-serie die voor het eerst in 1958 vloog.
De eerste testvlucht met een F-15A vond plaats in juli 1972. De eerste vlucht van een tweezits TF-15A-trainer (deze werd later omgedoopt tot de F-15B) was precies één jaar later in juli 1973. De eerste F-15B Eagles werden in november 1974 afgeleverd en vanaf januari 1976 was het eerste USAF-squadron met het toestel operationeel.
De eenpersoons F-15C en de tweepersoons F-15D werden vanaf 1979 bij de USAF ingevoerd. Deze modellen werden voorzien van een reeks verbeteringen onder de noemer Production Eagle Package (PEP 2000), waaronder extra brandstofcapaciteit, zodat meer lading kon worden vervoerd.
In 1983 werd begonnen met het Multi Stage Improvement Program (MSIP) voor de F-15. De eerste MSIP F-15C rolde in 1985 van de productielijn. De MSIP-verbeteringen hielden onder meer in:
- inbouw van een nieuwe centrale computer
- inbouw van een programmeerbare wapencontroleselectie waarmee de nieuwste versies van de AIM-7-, AIM-9- en AIM-120A-raketten bediend konden worden
- een zeer uitgebreid tactisch systeem voor elektronische oorlogsvoering dat geïntegreerd was met de ALR-56C-radarwaarschuwer en de ALQ-135-systeem
- inbouw van een nieuwe en sterkere Hughes APG-70-radar.

Vrijwel alle Amerikaanse F-15E's bezitten de AGP-70- of AGP-63(v)1-radar. De V2-versie van de AGP-63-radar presteert ruim boven de toch al hoog geplaatste verwachtingen. Deze zal wellicht in de laatste 20 toestellen voor de Koreaanse luchtmacht geplaatst worden.

## Varianten

### F-15E
De F-15E Strike Eagle is een afgeleide van de F-15 Eagle die voor het eerst vloog in 1986. Twee jaar later, in 1988, ging het toestel in productie. Er wordt verwacht dat ze tot 2025 in gebruik kunnen blijven, terwijl andere F-15's al zijn vervangen door de F-22 Raptor.
Voor de F-15E is er een F-15SE Silent Eagle upgrade voorgesteld. Hiermee zal de F-15 een aantal vijfde-generatie eigenschappen krijgen, zoals radar-absorberende bekleding en interne wapenopslag.

### F-15K
De F-15K Slam Eagle is een geavanceerde afgeleide van de F-15E Strike Eagle en is op dit moment ook het meest recente model. De F-15K is ontwikkeld voor de Zuid-Koreaanse luchtmacht (ROKAF). Verschillende componenten van het vliegtuig worden door Koreaanse bedrijven geleverd. Het vliegtuig heeft ongeveer 10,4 ton aan laadvermogen, en heeft een actieradius van meer dan 1,800 km. Het vliegtuig is uitgerust met moderne techniek, zo is het in tegenstelling tot de F-15E uitgerust met IRST (Infra-Red Search and Track). De eerste vliegtuigen werden in 2005 aan Zuid-Korea geleverd, en in 2008 werd weer een bestelling geplaatst.

### F-15SE
De F-15SE Silent Eagle is een voorgestelde upgrade voor de F-15E, waarbij deze enkele vijfde generatie (stealth) eigenschappen zal krijgen.

## Inzet
De F-15A en F-15B werden door Israël gebruikt tijdens acties in de Bekavallei.
Van 1978 t/m 1992 vloog het Amerikaanse 32 Tactical Fighter Squadron (TFS), gestationeerd op voormalige Vliegbasis Soesterberg, met de F-15.
In 1991 werden F-15’s van de types C, D en E ingezet in het gebied rond de Perzische Golf ter ondersteuning van Operatie Desert Storm. Tijdens deze inzet werd hun uitstekende gevechtscapaciteit bewezen; F-15C’s waren verantwoordelijk voor het neerhalen van 34 van de 37 vijandelijke toestellen. Ook werden er F-15E Strike Eagles ingezet; dit gebeurde meestal 's nachts. Hun taak bestond in het opsporen en vernietigen van Scud-raketopstellingen en andere artillerieopstellingen. Hierbij gebruikten zij het LANTIRN-systeem.
Tevens zijn alle F-15-types ingezet bij operaties tijdens uitzendingen zoals Operatie Southern Watch (de handhaving van de no-fly zone in zuid Irak), Operatie Provide Comfort in Turkije, Operatie Allied Force in Bosnië, Operatie Enduring Freedom in Afghanistan en Operatie Iraqi Freedom in Irak.
De F-15 werd dagelijks gebruikt bij operaties boven Irak en Afghanistan. Het gaat dan vaak om missies waarbij de piloten in bepaalde sectoren rondvliegen om dan meteen, als ze een oproep krijgen, hun lading te droppen op de tegenstanders. Het gaat hier dan wel alleen om de recentere Strike Eagle varianten.
Andere varianten worden ook nog gebruikt, bijvoorbeeld in Alaska, waar F-15's in oktober 2006 een aantal Russische bommenwerpers die ver uit de kust met een oefening bezig waren onderschepten.
Vanaf maart 2011 werd de F-15 Eagle ingezet in Libië, in Operatie Odyssey Dawn, waarbij er één neerstortte door een technisch mankement.

## Bewapening
Naast het standaard ingebouwde M61A1 20 mm roterende zesloopskanon kan een F-15 een totale wapenlast van 8000 kg meevoeren aan 11 ophangpunten. Afhankelijk van de te vliegen missie kan deze bestaan uit:
- AIM-7 Sparrow
- AIM-9 Sidewinder
- AIM-120 AMRAAM lucht-luchtraketten

- GBU-10, 12 of 24 lasergeleide bommen
- GBU-15 Elektro-optisch geleide bommen
- AGM-130 lucht-grondraketten
- JDAM (Joint Direct Attack Munition) (GBU-31 of 32) bommen
- JSOW (Joint Stand Off Weapon) 'slimme' bommen
- AGM-88 HARM anti-radarraketten
- AGM-65 Maverick lucht-grondraketten.
- B-61 kernwapens